# Камир
Камир, Камер, также Камирос (греч. Κάμειρος) — древний полис на западе Родоса в Греции. Расположен в 29 километрах к юго-западу от Родоса и в трёх километрах к западу от деревни Калаварда на побережье пролива Родос. В 1929 году при раскопках обнаружены руины города.

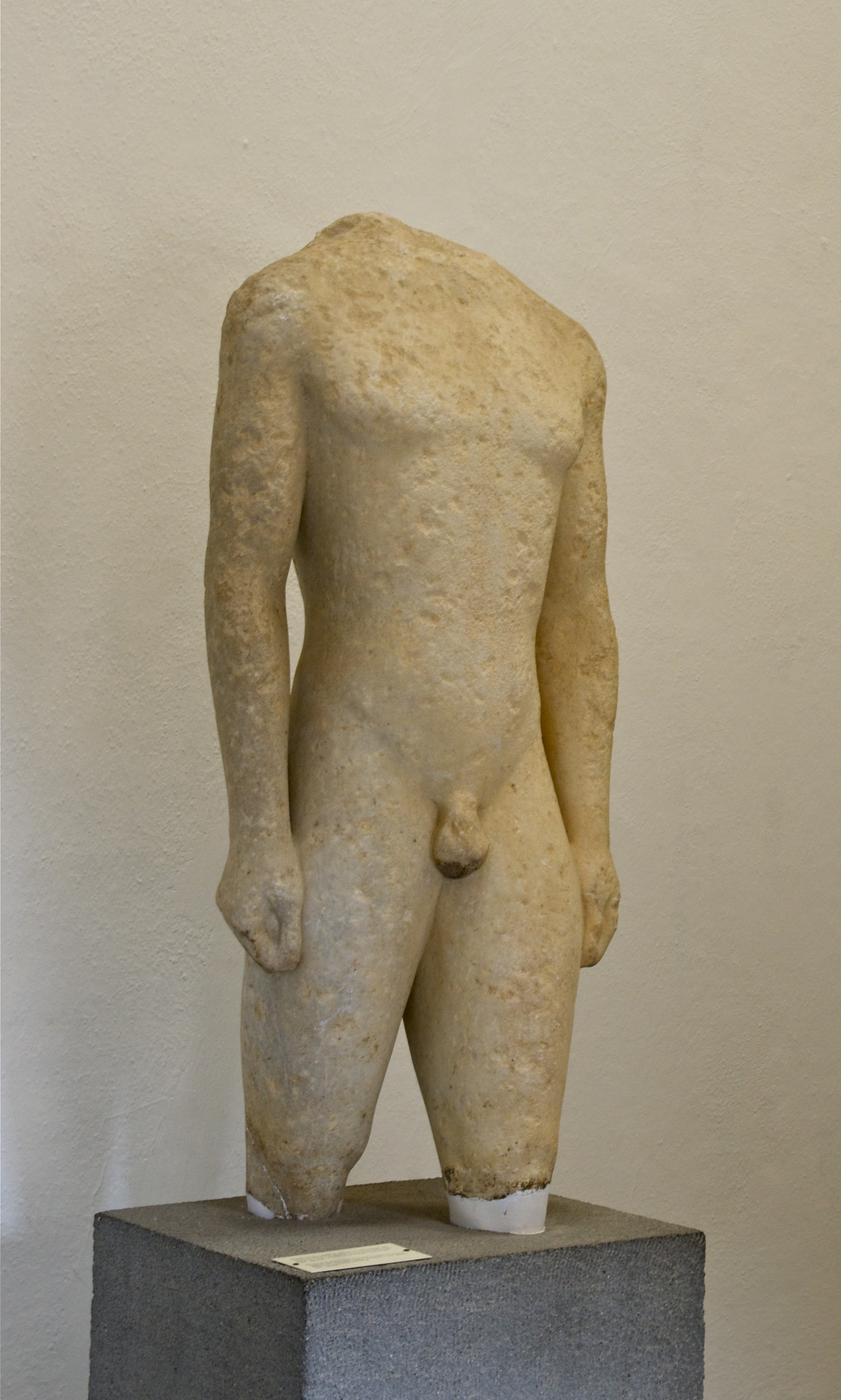
Курос, найденный рядом с алтарём Гелиосу в Камире. 555—540 год до н. э. Археологический музей Родоса

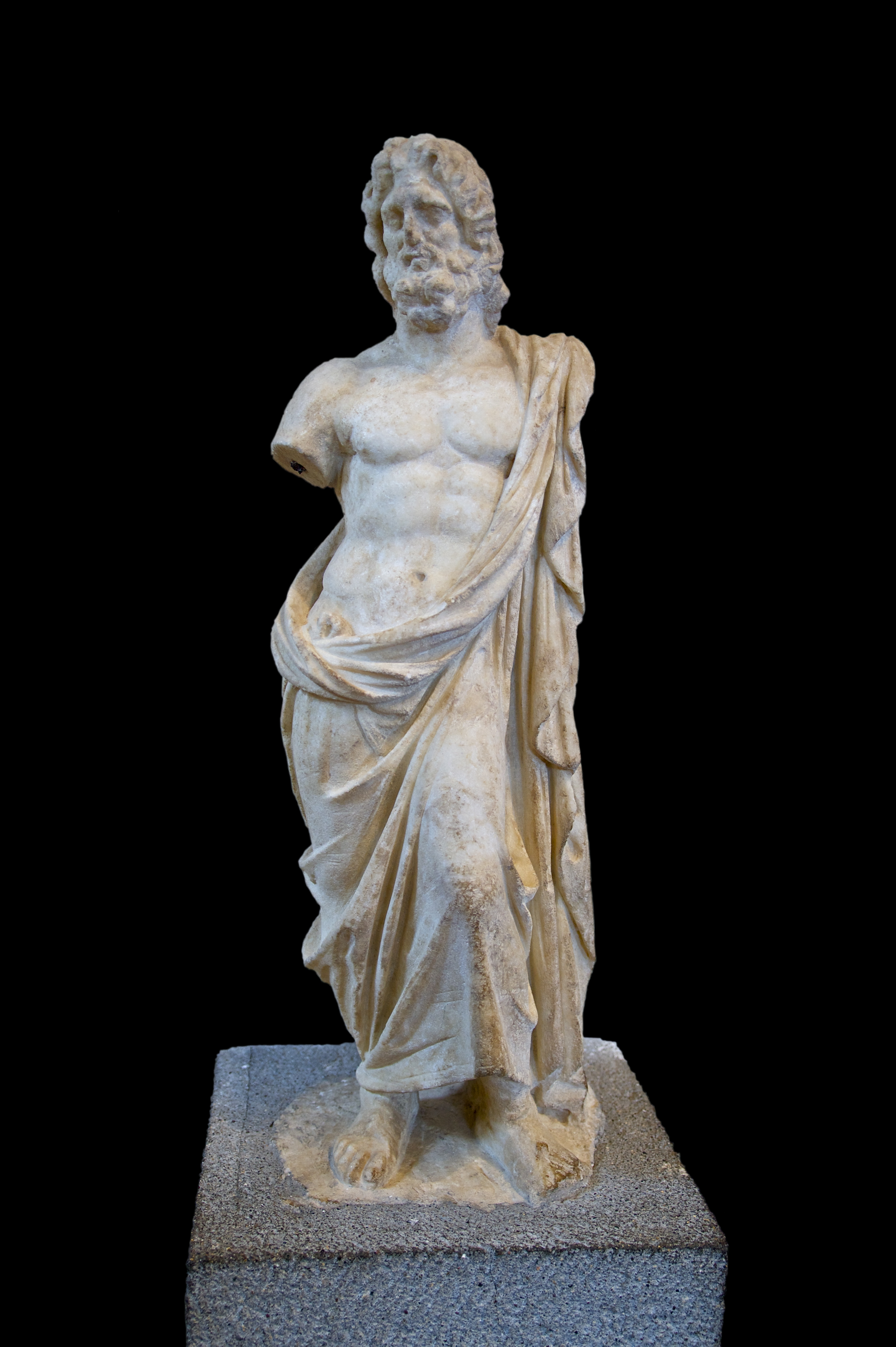
Статуя Зевса из Камира. Поздний эллинистический период. Археологический музей Родоса

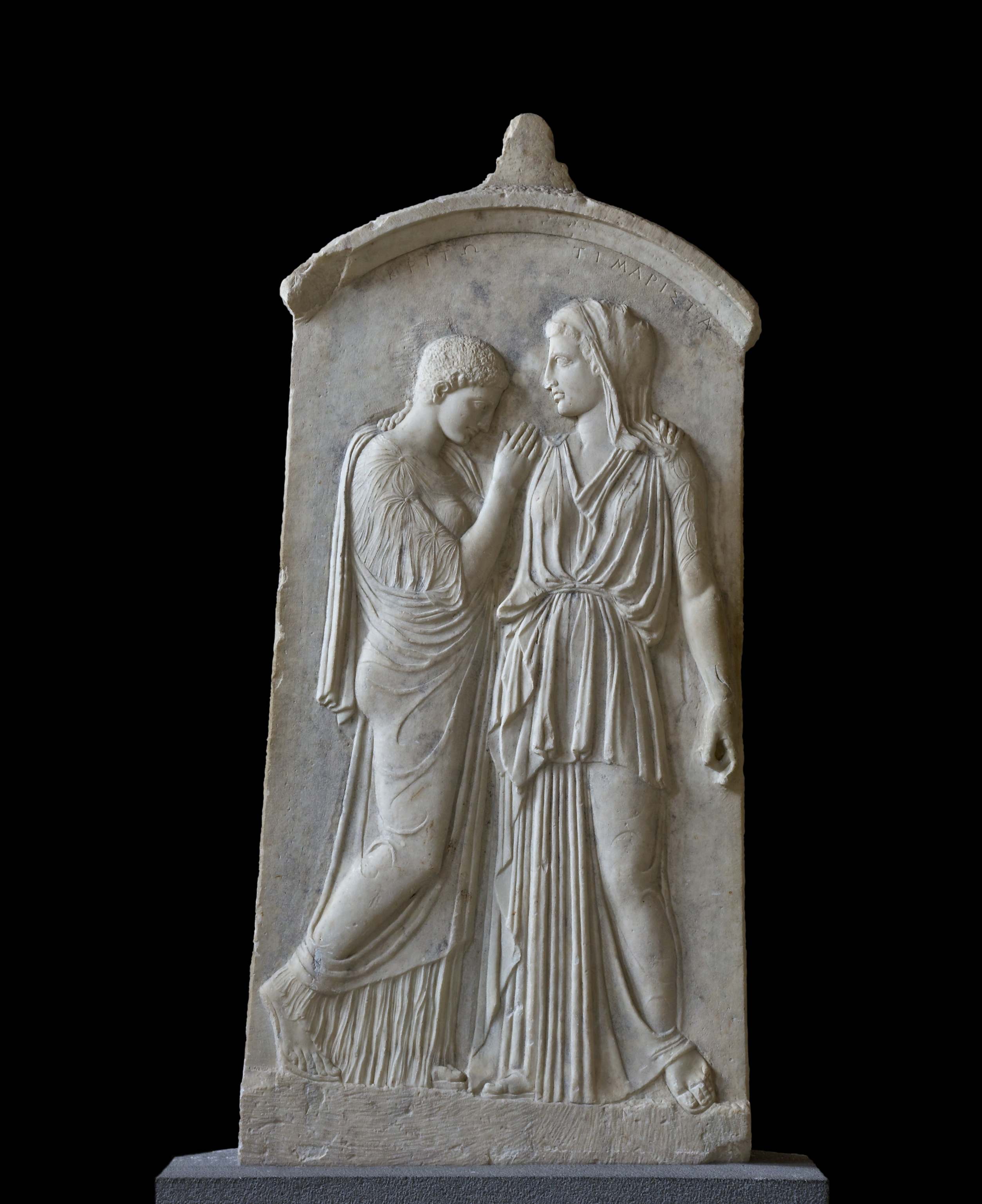
Мраморный надгробный рельеф Крито и Тимаристы из Камира. Классический период, 420—410 год до н. э. Археологический музей Родоса

## История
Упоминается у Гомера в «Списке кораблей» в «Илиаде»:
«…Но Триптолем Гераклид, как отец, и огромный и мощный,

Гордых родосцев, извел в девяти кораблях из Родоса,

Кои в родосской земле, разделенные на три колена,

Линд, Иялис и Камир белокаменный вкруг населяли…»
Был одним из шести городов Гексаполиса, позже дорийского пентаполя.
Согласно преданию основателем города был Камир, сын Керкафа, брат Иалиса и Линда. По другому преданию Камир, Линд и Иалис основал Тлеполем и дал им имена данаид.
Страбон в книге XIV своего труда под названием «География» сообщает о Камире в контексте продвижения по Родосу: 
После Линда идут местности Иксия и Мнасирий. Затем следует Атабирий — самая высокая из здешних гор, посвящённая Зевсу Атабирию; далее — Камир, а потом селение Иалис, над которым находится акрополь под названием Охирома; затем идет город родосцев, приблизительно в 80 стадиях.
До прихода дорийцев, основавших город, на этом месте находилось микенское поселение. В Калаварде находятся гробницы-толосы, относящиеся к позднему бронзовому веку, 1370—1070 годы до н. э..
К северо-востоку от Камира находится кладбище, относящиеся к протогеометрическому периоду, 900—850 годы до н. э., в это же время существовало поселение и святилище близ будущего храма Афины на акрополе.
В геометрический период, в 850—680 годах до н. э. появились ещё две деревни поблизости.
В архаический период, в 680—480 годы до н. э. Камир и другие древние города Родоса достигли расцвета. Раскопки кладбища свидетельствуют об оживлённой торговле Камира с городами Греции, Малой Азии и юго-восточного Средиземноморья. Было развито сельское хозяйство и декоративно-прикладное искусство. В VI веке до н. э. Камир чеканит свою монету с изображением фигового листа.
В архаический период, после середины VI века до н. э. на акрополе был построен храм Афины Камирской. Рядом был сооружён резервуар для сбора дождевой воды. От храма Афины сохранился лишь фундамент и часть портика.
Сохранился фонтан и остатки стен на агоре позднего классического периода.
Родос поддержал ионийское восстание. В 495 году до н. э. мидийский адмирал Датис захватил Родос. Надпись об этом найдена на Родосе и подтверждается табличками, найденными в Персеполе.
В классический период полисы Камир, Линд и Иалис входят в Первый афинский морской союз. В зимнюю кампанию двадцатого года Пелопоннесской войны (сентябрь 412—март 411 года до н. э.) по просьбе родосских олигархов пелопонесский наварх Миндар посылает на Родос наварха Дориея, сына Диагора Родосского, с флотом из 13 триер, полученных от союзного города Фурии. Дорией прибыл на Родос и убедил жителей Камира, Иалиса и Линда выйти из афинского союза. В 408 году до н. э. жители Камира, Иалиса и Линда основали полис Родос, ставший экономическим, политическим и культурным центром.
Во время землетрясения 226 года до н. э. Камир серьёзно пострадал и был перестроен. В середине II века до н. э. Камир снова серьёзно пострадал и был перестроен

## Эллинистический Камир
После землетрясения 226 года до н. э. Камир был перестроен по принципам градостроительства эллинизма. Город представлял собой амфитеатр, подстраивающийся под естественный уклон, и был разделён на три уровня. На нижнем уровне находилась агора с храмами и святынями. На среднем уровне располагались частные дома. На верхнем уровне находился акрополь. 
На нижнем уровне находился дорический храм, вероятно, Аполлона Пифийского. Храм построен из пороса и был вида in antis, его боковые стены выступали за фасад и заканчивались пилястрами, между которыми были поставлены две колонны. Имел пронаос, целлу и опистодом.
Там же находился ионический наиск из оштукатуренного пороса.
Рядом с храмом находился фонтан позднего классического периода, середина IV века до н. э., от которого сохранились дорические полуколонны из пороса на фасаде. Полуколонны с каменными перегородками создавали внутри открытый бассейн, из которого вытекала вода. В III веке до н. э. бассейн был заменён колодцем. На месте бассейна была создана площадь, где находятся аккуратно сложенные и расставленные каменные плиты — остатки эллинистического четырёхстороннего алтаря. Остатки конструкции окружают ступени театрона (место для сидения). Северный фасад площади был закрыт стеной с полуколоннами и входом по центру. В римский период после землетрясения середины II века до н. э. здесь была проложена улица для процессий, засыпанная в итальянский период.
Позади фонтана находился второй бассейн был для сбора воды VI—V века до н. э. Он представлял собой оштукатуренную прямоугольную конструкцию и был оснащён системой терракотовых труб для подачи воды в частные дома. Объёма резервуара в 600 кубических метров, по подсчётам, хватало для обеспечения водой примерно 400 семей. В эллинистический период бассейн был заменён стоа.
Эллинистическая стоа состояла из двух рядов дорических колонн с лавками и помещениями в задней части. Колонны поддерживали архитрав с метопами, триглифами и карнизом. Под стоа находилась система водоснабжения, основанная на подземных резервуарах, колодцах с крышками и терракотовых трубах.
Сохранилась надпись, в которой говорится об обязанности лиц, заведующих святилищем, готовить помещения внутри стои (вышеуказанная колоннада) к каким-то общественным трапезам. Видимо, стоя широко использовалась как место для проведения общественных мероприятий, так и как место, предназначенное для религиозных и административных целей.
Перед агорой находится экседра, за которой в северо-восточной части агоры расположен священный участок с алтарями, огороженный плохо сохранившейся стеной. Алтари посвящены разным богам. Девять выстроенных в ряд одинаковых алтарей имеют надписи с именами различных богов и местным божествам плодородия. Перед ними, на площадке ниже — большой алтарь (реставрирован итальянцами в годы оккупации), посвящённый богу Гелиосу, что определили по надписи. Этот бог, судя по всему, особо почитался в городе. Рядом с алтарём Гелиосу археологи нашли двух куросов — архаические статуи обнажённых юношей, идеал физически совершенного героя.
На нижнем уровне сохранилась терма с треугольным бассейном, с кальдарием, тепидарием и фригидарием. В примыкающем с юга небольшом помещении был гипокауст.
Поселение эллинистического и римского периодов располагалось на среднем уровне. Построено было согласно гипподамовой системе, с сеткой улиц, пересекающихся под прямым углом. В неравных кварталах находились инсулы. Особенностью инсул был двор, окружённый с трёх сторон крытой колоннадой и стеной с одной стороны (родосский перистиль). Инсулы были украшены мозаичными полами, фасадами с архитравами, фресками.
На акрополе находился дорический храм Афины Камирской. Тетрастильное периптеральное здание, окружённое периболом, построенное на месте более древнего храма, разрушенного землетрясением 226 года до н. э.
Камир на всём протяжении истории жил за счёт сельского хозяйства. Город славился своим оливковым маслом, вином, а также сладкими смоквами. Могилы VI в. до н. э. богаты достаточно дорогими привозными погребальными дарами, которые сегодня хранятся в Британском музее.

## Раскопки
История археологических изысканий в Камире относится к 1852—1864 годам, когда Альфред Билиотти (Alfred Biliotti) и Огюст Зальцман (Auguste Salzmann) исследовали акрополь. В 1928 году в период, когда Родос был оккупирован Королевством Италии, итальянская археологическая школа начала систематические раскопки и реставрационные работы, которые продолжались до конца второй мировой войны.

## Наши дни
В отличие от окрестных городов, с находящимися в них историко-культурными достопримечательностями, Камир вовсе не наполнен туристами. Он наполнен атмосферой спокойствия.
В настоящее время в предместьях города существуют оливковые рощи. Вокруг города хвойные леса с дачей, которую построил для себя Бенито Муссолини.